# Crescentia Dünßer
Crescentia Dünßer (* 28. Februar 1960 in Oberstdorf), auch Crescentia Dünsser, ist eine deutsche Regisseurin und Schauspielerin sowie ehemalige Theaterdirektorin.

## Leben
Nach dem Abitur studierte Dünßer vier Semester Germanistik und Theaterwissenschaft in München.
Danach absolvierte sie das Konservatorium für Musik und Theater in Bern. Sie schloss die Ausbildung als Schauspielerin ab.
Ihr erstes Engagement führte sie zu Claus Peymann in Bochum. 1986 gründete sie mit Otto Kukla zusammen das Zelt Ensemble Theater, ein freies Theater, das im eigenen Zirkuszelt in den nächsten sieben Jahren im deutschsprachigen Raum gastierte. Von 1993 bis 1996 leitete sie zusammen mit Otto Kukla das Zimmertheater Tübingen. Von 1996 bis 1999 war sie zusammen mit Kukla freiberuflich am Staatstheater Stuttgart, in München an der Bayerischen Theaterakademie im Regieteam tätig. Mit Martina Döcker zusammen entstand für das ZDF der Dokumentarfilm Mit Haut und Haar.
Von 1999 bis 2004 war sie zusammen mit Otto Kukla Direktorin des Theater Neumarkt in Zürich.
Seitdem ist sie freischaffend, vor allem als Regisseurin am Badischen Staatstheater Karlsruhe und am Deutschen Schauspielhaus in Hamburg, als Schauspielerin auch bei Theater und Film.
Lehrtätigkeiten übt sie seit 1996 an der Bayerischen Theaterakademie in München, an der Zürcher Hochschule der Künste, an der Hochschule der Künste Bern, an der Anton Bruckner Privatuniversität Linz und an der Universität der Künste Berlin aus. Sie ist Mitglied der Deutschen Akademie der Darstellenden Künste.

## Filmografie

### Kino
- 1989:	Wallers letzter Gang
- 1999:	Mit Haut und Haar (Dokumentarfilm; Buch und Regie)
- 2002:	Was nicht passt, wird passend gemacht
- 2006:	Warchild – Die Vermissten

### Fernsehen
- 1991: Mocca für den Tiger (ZDF)
- 1992: Des Lebens schönste Seiten (ZDF)
- 1993: Vom Mörder und seiner Frau (ZDF)
- 2000:	Zehn wahnsinnige Tage (ARD)
- 1996:	Hart aber herzlich
- 2003:	Schwabenkinder (ARD)
- 2006:	Alles außer Sex (ProSieben)
- 2007:	Ladyland, 2. Staffel (Sat1)
- 2009:	 Erntedank. Ein Allgäukrimi (ARD)
- 2012: Danni Lowinski – Zigeunerjunge
- 2012: Ein Fall für zwei – Mord im Taunus

### Hörbücher
- 2012: Mein Schutzengel ist ein Anfänger von Maximilian Dorner, steinbach sprechende bücher Schwäbisch Hall, gelesen von Max Dorner und Crescentia Dünßer, 3 CDs, gekürzt 215 Min., ISBN 978-3-86974-138-3

## Auszeichnungen
- 1992: Förderpreis für Regie zusammen mit Otto Kukla für ihre gemeinsame Inszenierung Fegefeuer in Ingolstadt von Marieluise Fleißer am Landestheater Tübingen[1]